# Hissarský hřbet
Hissarský hřbet (někdy též Gissarský hřbet, rusky Гиссарский хребет, tádžicky Қаторкӯҳи Ҳисор, uzbecky Hisor tizmasi) je horský hřbet ve střední Asii náležící do horské soustavy Pamíro-Alaje. Na východě navazuje na Zeravšanský hřbet, ze severu je od něj nejprve oddělen údolím řeky Jaghnób a následně znovu propojen ve Fanských horách. Na jihozápadě na Hissarský hřbet navazují drobnější hřbety klesající do Turanské nížiny, jako je Bajsuntau, Čakčar, Kugitangtau nebo Suchaktau. Na jihu z něj vybíhají krátké hřbety klesající do sníženin řek Surchandarja a Kafirnigan, tekoucích do Amudarji. Jde o nejnižší ze čtyř hlavních pamiro-alajských hřbetů, nejvyšší výšky dosahuje na vrcholu Chodžalakan (4764 m n. m.). Dalším významným vrcholem je Khazret Sultan, nejvyšší vrchol Uzbekistánu. Průsmykem Anzob přes pohoří prochází silnice M34, spojující hlavní města Tádžikistánu a Uzbekistánu, Dušanbe a Taškent.